# Погребённые в воскресенье
Погребённые в воскресенье (англ. Buried on Sunday) — канадский комедийный фильм, выпущенный в 1992 году. Фильм также известен как «Северные крайности» (англ. Northern Extremes). Режиссёром выступил Пол Донован, сценарий написали Донован и Билл Флеминг. 
В фильме снимается Пол Гросс в роли Августа Кникеля, мэра Соломон Ганди, вымышленного острова у побережья Новой Шотландии; название острова и фильма взяты из детского стишка.
Община переживает экономический кризис из-за моратория на ловлю трески, но её судьба меняется, когда на острове всплывает дезертировавшая российская атомная подводная лодка. На борту осталось всего четыре члена экипажа, включая бывшего офицера-программиста ракет, ставшего заключённым (Томми Секстон). Кникель покупает подлодку, обнаруживает склад тактических ракет и впоследствии объявляет остров независимой ядерной державой.
В актёрский состав фильма также входят Мэри Уолш, Мори Чайкин, Генри Черни, Майкл Генчер, Энди Джонс, Луис Дель Гранде и Джон Дансворт. В эпизодической роли ведущего новостей также снялся Харви Кирк.
В 1992 году фильм был номинирован на премию «Джини» за лучший оригинальный сценарий.